# U-DIMM
U-DIMM è l'acronimo di Unregistered DIMM, e indica i moduli di memoria unregistered, noti anche come unbuffered. 
A differenza delle R-DIMM non hanno un buffer dove memorizzare l'indirizzo, e il non dover dunque aspettare di ricevere il resto al ciclo di clock successivo prima di distribuire o scrivere i dati le rende più veloci rispetto alle R-DIMM. Tuttavia ciò non permette di avere indirizzi che superano una certa lunghezza. Questo tipo di memoria in genere è usata sui desktop.